# Tour de l'Ouest
Le Tour de l'Ouest, connu dans un premier temps sous le nom du Circuit de l'Ouest, est une ancienne course cycliste par étapes disputée dans l'ouest de la France.

## Histoire
Le Circuit de l'Ouest est créé en 1931 par le journaliste du quotidien L'Ouest-Éclair, Joseph Morin, dans le but de développer les ventes du journal à l'instar d'autres titres de presse, organisatrices de courses cyclistes. Lors de la première édition, l'épreuve, partant et arrivant à Rennes, ville siège du journal, est composée de 7 étapes en passant par les villes de Saint-Brieuc, Brest, Lorient, Nantes, Le Mans et Caen. C'est Germain Nicot qui s'impose lors de l'édition inaugurale. La course a lieu ensuite annuellement au mois d'août près de trois semaines après l'arrivée du Tour de France. En 1939, la course disputée du 19 au 24 août cesse à sa cinquième étape à Lorient en raison du déclenchement de la guerre (la mobilisation partielle est décrétée en France le 24 août). L'épreuve réapparaît en 1946 sous la dénomination Le Tour de l'Ouest, la course étant reprise par Ouest-France, qui prend le relais de L'Ouest-Éclair (interdit pour collaboration) en août 1944. La dernière édition a lieu en 1959.

## Palmarès

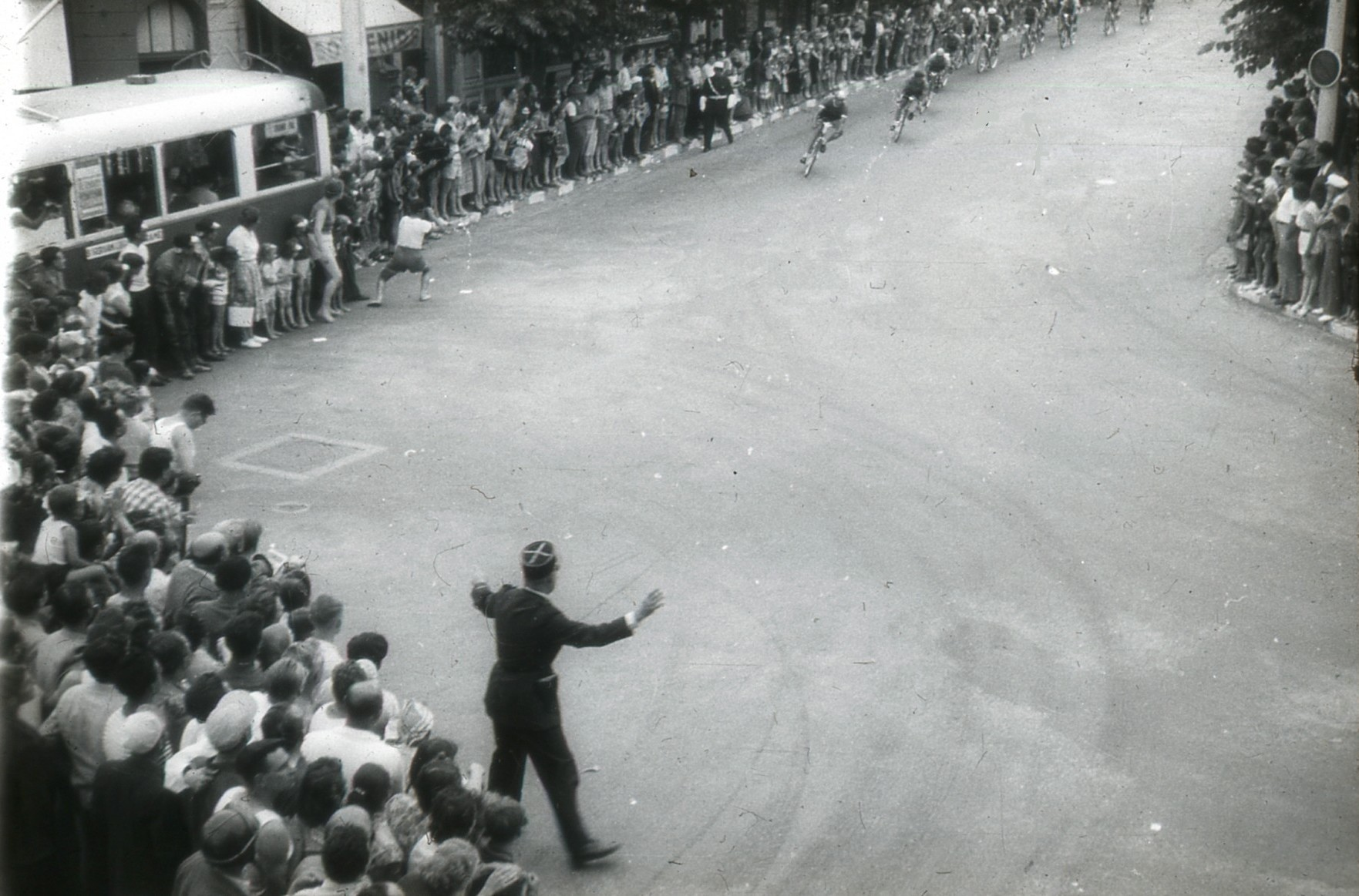
Passage du tour de l'Ouest en 1958 dans le boulevard Rochebonne à Paramé (aujourd'hui Saint-Malo).

| Année              | Vainqueur           | Deuxième             | Troisième           |
| ------------------ | ------------------- | -------------------- | ------------------- |
| Circuit de l'Ouest |                     |                      |                     |
| 1931               | Germain Nicot       | Georges Speicher     | François Favé       |
| 1932               | Émile Joly          | François Favé        | Pierre Cloarec      |
| 1933               | Romain Maes         | Raymond Louviot      | Joseph Vanderhaegen |
| 1934               | Robert Wierinckx    | Odile Van Eenoghe    | Joseph Moerenhout   |
| 1935               | Robert Tanneveau    | Paul Kévarec         | Albert van Schendel |
| 1936               | Albertin Dissaux    | Séverin Vergili      | Bruno Carini        |
| 1937               | Jean-Marie Goasmat  | Robert Oubron        | Antoine Loncke      |
| 1938               | Paul Rossier        | Séverin Vergili      | Prosper Depredomme  |
| 1939               | Albéric Schotte     | Joseph Vankerckhoven | Fermo Camellini     |
| 1940-1945          | Non disputé         | Non disputé          | Non disputé         |
| Tour de l'Ouest    |                     |                      |                     |
| 1946               | Pierre Brambilla    | Michel Remue         | Robert Dorgebray    |
| 1947               | Édouard Muller      | Ange Le Strat        | Gino Sciardis       |
| 1948               | Albert Dubuisson    | André Mahé           | Georges Ramoulux    |
| 1949               | Louison Bobet       | Camille Clérambosq   | Marcel Buysse       |
| 1950               | Attilio Redolfi     | Jean Rey             | Éloi Tassin         |
| 1951               | Rik Van Steenbergen | Amand Audaire        | Henri Van Kerckhove |
| 1952               | Ugo Anzile          | Roger Walkowiak      | Amand Audaire       |
| 1953               | Bruno Benuzzi       | Francis Siguenza     | René Privat         |
| 1954               | André Vlayen        | Francis Anastasi     | Roger Walkowiak     |
| 1955               | Marcel Janssens     | Fernand Picot        | Georges Decaux      |
| 1956               | Francis Pipelin     | Joseph Groussard     | Raymond Reisser     |
| 1957               | Pierre Gouget       | Jean Dacquay         | Pierre Barbotin     |
| 1958               | Gilbert Scodeller   | Daniel Denys         | Joseph Theuns       |
| 1959               | Joseph Morvan       | Joseph Wasko         | Pierre Scribante    |